# Balmenhorn
Il Balmenhorn (pron. ted. AFI : [balmənhoːɐ̯n]) è un'elevazione quotata 4.167 m e appartenente al massiccio del Monte Rosa nelle Alpi Pennine.

## Descrizione

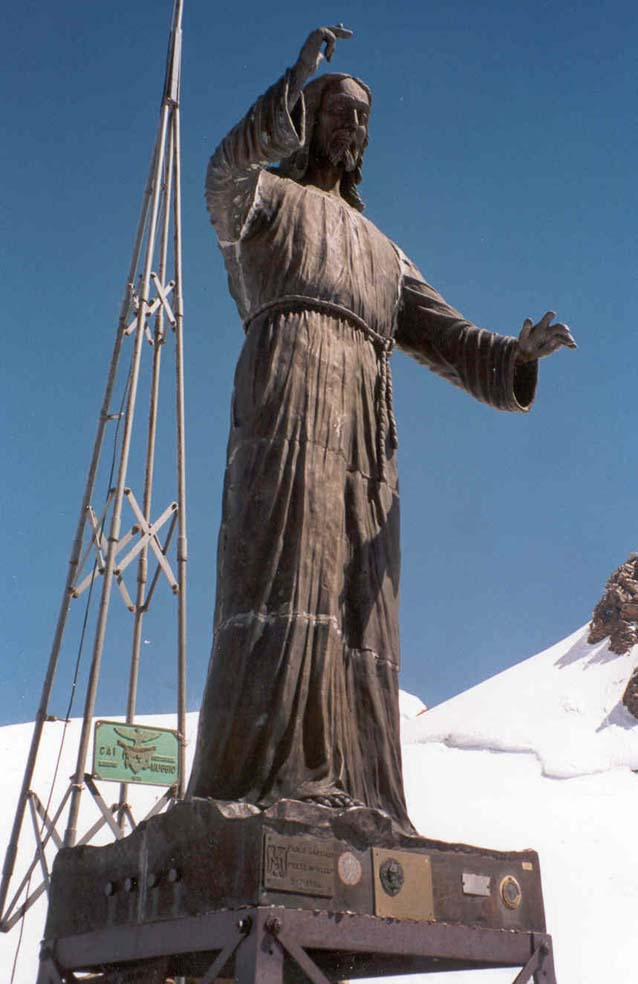
La statua del Cristo delle Vette sulla cima del monte

Il Balmenhorn è particolarmente conosciuto perché sulla sua sommità si trovano il bivacco Felice Giordano e la statua del Cristo delle Vette.
La si vede percorrendo la via che dalla Capanna Giovanni Gnifetti conduce alla Capanna Regina Margherita.
Comunemente non viene elencato tra le Vette alpine superiori a 4000 metri perché non risponde a tutti i criteri per essere considerata una vetta a sé stante. Per le sue caratteristiche peculiari, viene comunque inserito in un elenco sussidiario.